# Desa Guradog
Desa Guradog är en administrativ by i Indonesien.   Den ligger i provinsen Banten, i den västra delen av landet, 60 km sydväst om huvudstaden Jakarta.